# Cristelo (Barcelos)
Cristelo ist eine Gemeinde (Freguesia) im nordportugiesischen Kreis Barcelos. In ihr leben 1657 Einwohner (Stand 19. April 2021). 